# جشنواره فیلم آتلانتا
جشنواره فیلم آتلانتا (انگلیسی: Atlanta Film Festival) (اختصاری ATLFF) یک جشنواره بین‌المللی فیلم است که در شهر آتلانتا، ایالت جورجیا برگزار شده و توسط انجمن فیلم آتلانتا، سازمان غیرانتفاعی ۵۰۱ (سی)(۳)، اداره می‌شود. شروع فعالیت این جشنواره در سال ۱۹۷۶ بود و هر سال در فصل بهار برگزار می‌گردد، جشنواره طیف متنوعی از فیلم‌های مستقل، به همراه توجه ویژه به فیلم‌هایی که توسط زنان کارگردانی شده، فیلم‌های ال‌جی‌بی‌تی‌کیو (LGBTQ)، فیلم‌های آمریکای لاتین، فیلم‌های بلک (Black films) و فیلم‌هایی از جنوب شرقی آمریکا به نمایش می‌گذارد.